# 7910 Aleksola
7910 Aleksola este un asteroid din centura principală de asteroizi.

## Descriere
7910 Aleksola este un asteroid din centura principală de asteroizi. A fost descoperit pe 1 aprilie 1976 la Observatorul de Astrofizică din Crimeea de Nikolai Cernîh. El prezintă o orbită caracterizată de o semiaxă mare de 2,25 ua, o excentricitate de 0,14 și o înclinație de 8,4° în raport cu ecliptica.